# Mundia elpenor

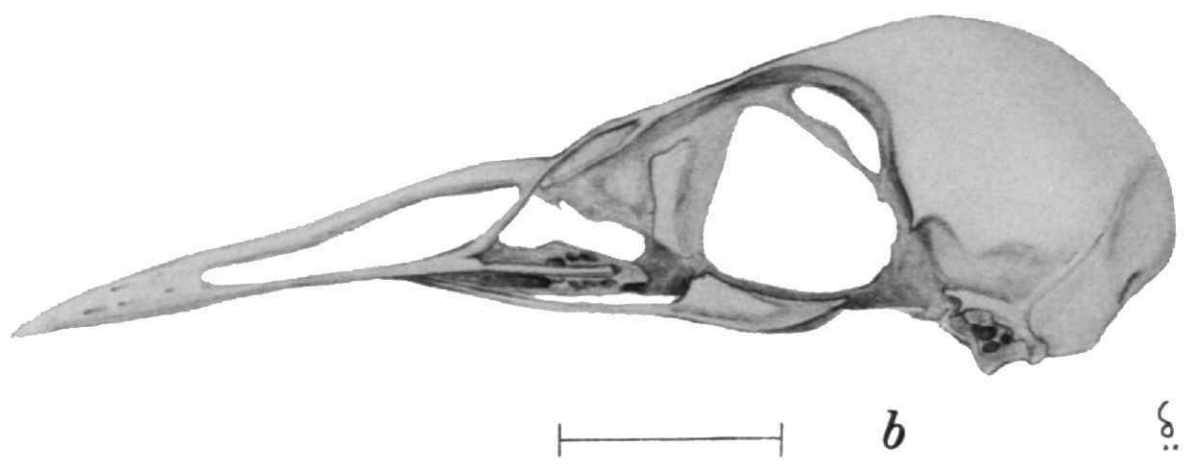
Ilustración del cráneo

El rascón de Ascensión (Mundia elpenor) es un ave no voladora extinta que habitaba en la isla Ascensión en el Océano Atlántico Sur. En 1994 fue declarada extinta por Groombridge; BirdLife International lo confirmó en el 2000 y 2004. Pertenecía a la familia Rallidae. 
El ave era endémica de la isla Ascensión. Se han hallado numerosos huesos subfósiles de esta ave; Peter Mundy realizó un dibujo de ella en 1656. Muy probablemente habitaba en las zonas cuasi desérticas de la isla y su dieta habría consistido de huevos de charrán sombrío (Sterna fuscata). Es probable que se haya extinguido luego de que las ratas llegaran a la isla en el siglo XVIII, aunque podría haber sobrevivido hasta la introducción de los gatos salvajes en 1815.
Storrs Olson consideraba que esta ave era pariente del extinto rasconcillo de Tristan da Cunha (Atlantisia rogersi), aunque análisis recientes (Bourne et al., 2003) han demostrado que las diferencias entre ambas es mayor que lo que se había estimado con anterioridad. En el 2003 se creó el nuevo género  Mundia (denominado en honor a su descubridor Peter Mundy).